# László Csaba (labdarúgó)
László Csaba (Várpalota, 1967. augusztus 18. –) magyar labdarúgó. 
1984-ben mutatkozott be a Várpalotai Bányász felnőtt csapatában. 1987 nyarán leigazolta a Videoton. Első NB I-es mérkőzése 1987. augusztus 16. Videoton - MTK-VM volt, ahol csapata 1–1-es döntetlent ért el a fővárosi együttes ellen. Később szerepelt a Gázszerben és a BVSC-ben, majd visszakerült Fehérvárra. 1999-ben a Bodajk játékosa lett. 2000-től 2003-ig az Ikarus-Dunafémben játszott.
Pályafutását gyakori sérülések kísérték, 6-7 jelentősebb sportsérülése volt a karrierje alatt.

## Sikerei, díjai
- Videoton SC:
- Magyar bajnoki 4. hely: 1988
- Magyar kupa negyeddöntős: 1988
- Gázszer FC:
- NB II győztes: 1997
- BVSC Budapest:
- Magyar bajnoki 10. hely: 1998
- Magyar kupa 32 közé jutott: 1998, 1999